# Prix Atomium
Les prix Atomium sont des récompenses culturelles et financières décernées depuis 2017 à des auteurs de bande dessinée dans le cadre du BD Comic Strip Festival (anciennement Fête de la BD) à Bruxelles.

## Prix 2017

### Nature des prix
En 2017, les prix étaient au nombre de sept :
- prix Raymond Leblanc de la jeune création (20 000 euros), qui récompense un artiste débutant afin de favoriser la publication de son 1er projet. Le prix est décerné par la Fondation Raymond Leblanc, avec le soutien de la Cocof, Le Lombard, Futuropolis et Le Soir ;
- prix de 10 000 euros par le ministère de la Culture ;
- prix de l’aventure humoristique (15 000 euros), pour un auteur privilégiant le format classique de la bande dessinée franco-belge telle que pratiquée par Spirou et décernée par la rédaction de ce journal ;
- prix de 7 500 euros, remis par le ministre-président de la région bruxelloise, pour récompenser un album mettant en valeur la métropole ;
- meilleur roman graphique de l'année (dotation de 20 000 euros d'espace publicitaire), choisi par un jury d'après une liste proposée par les chroniqueurs spécialisés en bande dessinée de la RTBF ;
- ouvrage historique (3 000 euros) remis par la Fondation Cognito ;
- bande dessinée de reportage (dotation de 20 000 euros d'espace publicitaire) remis par le journal Le Soir.

### Lauréats
Sept Atomium ont été décernés en 2017 :
- prix Raymond Leblanc de la jeune création : Saif, d'Hélène Aldeguer ;
- Prix de la Fédération Wallonie-Bruxelles : Vivre à Frandisco, de Thierry Van Hasselt ;
- Prix de l’aventure humoristique : Pebble’s Adventures, de Nols ;
- Prix Atomium de Bruxelles : La Lumière de Bornéo, de Frank Pé et Zidrou ;
- Prix Première du roman graphique : Etunwan, celui qui regarde, de Thierry Murat ;
- Prix Cognito de la BD historique : Joséphine Baker, de Catel Muller et Olivier Bocquet ;
- Prix de la BD de reportage : La Fissure, de Carlos Spottorno et Guillermo Abril.

## Prix 2018
En 2018, neuf auteurs ont reçu les Atomium, dont le montant équivaut à 115 000 euros. Ces prix s'intitulent :
- Atomium de la bande dessinée de reportage : Guantánamo Kid, d'Alexandre Franc, Mohammed El-Gorani et Jérôme Tubiana ;
- Atomium Raymond Leblanc de la jeune création (20 000 euros et un contrat d'édition) : Tanz !, de Maurane Mazars ;
- Atomium de la Fédération Wallonie-Bruxelles (10 000 euros) : Aurélie William Levaux, pour l'ensemble de son œuvre ;
- Atomium de l’aventure humoristique, ou prix Spirou de l'aventure humoristique (15 000 euros) : Tim et la fin du monde, d'Adrien Lemasson ;
- Atomium de Bruxelles : La Ballade des dangereuses, de Delphine et Anaële Hermans ;
- Atomium du roman graphique par la radio La Première : Petite maman, de Halim ;
- Atomium de la BD historique : Voltaire amoureux, de Clément Oubrerie ;
- Atomium de la BD citoyenne : L'Obsolescence programmée de nos sentiments, par Zidrou et Aimée de Jongh ;
- Atomium de la BD néerlandophone (pour la première fois) : Jeroen Janssen.

## Prix 2019
La marraine en 2019 est Catherine Meurisse. Huit prix Atomium, qui représentent un montant total de 90 000 euros,, ont été décernés :
- Atomium de Bruxelles : Le Dernier Pharaon de François Schuiten, Jaco Van Dormael, Thomas Gunzig et Laurent Durieux ;
- Prix Fédération Wallonie-Bruxelles : Fritz Haber, de David Vandermeulen ;
- Prix Première du Roman Graphique : Malaterre, de Pierre-Henry Gomont ;
- Atomium de la BD citoyenne : Le Fils de l’Ursari, de Xavier-Laurent Petit, Cyrille Pomès et Isabelle Merlet ;
- Prix Le Soir de la BD de reportage : Ali Aarrass, de Manu Scordia ;
- Prix Cognito de la BD historique : HMS Beagle, aux origines de Darwin, de Fabien Grolleau et Jérémie Royer ;
- Prix Willy Vandersteen : Yasmina et les mangeurs de patates , de Wauter Mannaert ;
- Prix Raymond Leblanc de la jeune création : La Promotion, de Victor Pellet.

## Prix 2020
En 2020, plusieurs nouveaux prix sont décernés :
- Prix Raymond Leblanc de la jeune création (20 000 € et un contrat d’édition) : Julia Reynaud pour Nico[8]
- Prix de la Fédération Wallonie-Bruxelles en bande dessinée (10 000 €) : Dominique Goblet
- Prix Atomium de Bruxelles (7 500€) : Sisco, t. 11 : Belgian Rhapsody de Thomas Legrain et Benec
- Prix Prem1ère du roman graphique (dotation de 20 000 € en espace publicitaire) : Les Oiseaux ne se retournent pas de Nadia Nakhlé
- Prix Cognito de la BD historique (3 000 €) : Django main de feu par Efa et Salva Rubio
- Prix Le Soir de la BD de reportage (20 000 € en espace publicitaire) : La Chute de Jared Muralt
- Prix Spirou junior : Air Tropique de Raphaël Vicat
- Prix Spirou jeunes auteurs : Jimanju de Jean Sébastien Duclos
- Adhémar de bronze (10 000 €) : Charel Cambré
- Prix Atomium des enfants (3 000 €) : Lucien et les mystérieux phénomènes de Delphine Le Lay et Alexis Horellou.

## Prix 2021
En 2021, les prix sont décernés en ligne en raison de la crise sanitaire liée au Covid-19. Onze prix sont remis, pour une dotation globale de 100 000 €.
- Prix Raymond Leblanc de la jeune création : Vents de Montagne, pluies d’océan de Shih-hung Wu[10]
- Prix de la Fédération Wallonie-Bruxelles en bande dessinée : José Parrondo pour I Am the Eggman (L'Association)[10]
- Prix Atomium- Le Soir de la bande dessinée de reportage : Zehra Dogan pour son album Prison n°5 (Delcourt)[9]
- Prix Atomium de Bruxelles : Béatrice de Joris Mertens (Rue de Sèvres)[10]
- Prix Prem1ère du roman graphique : Incroyable ! de Zabus et Hippolyte (Dargaud)[10]
- Prix  Cognito de la BD historique : La Bombe d’Alcante, Laurent-Frédéric Bollée et Denis Rodier (Glénat)[10]
- Atomium de la BD citoyenne (5000€) : Sandrine Martin avec la BD reportage Chez Toi (Casterman)[11]
- Atomium Spirou junior : Camille et Cosma Sené[10]
- Atomium Spirou jeunes auteurs : Thomas Bidault[10]
- Prix Willy Vandersteen : La Baleine-bibliothèque de Judith Vanistendael et Zidrou (Le Lombard)[10]
- Atomium des Enfants : Yasmina, Tome 1 : Master-classe de Wauter Mannaert (Dargaud)[10].

## Prix 2022
En 2022, les Prix Atomium renouent avec une cérémonie en présence des lauréats et lauréates.
- Prix Raymond Leblanc de la jeune création : Les oies cendrées de Cyril Legrais et Alice VDM[12] ;
- Prix Atomium de la Fédération Wallonie-Bruxelles en bande dessinée : Émilie Plateau, pour l’ensemble de sa carrière[13],[14] ;
- Prix Atomium de Bruxelles : Le Faux Soir de Denis Lapière, Daniel Couvreur et Christian Durieux[12] ;
- Prix Première du roman graphique : Le Petit Frère de  Jean-Louis Tripp[12] ;
- Prix Cognito de la BD historique : Faux Soir de Denis Lapière, Daniel Couvreur et Christian Durieux[12] ;
- Prix Le Soir de la BD de reportage : Can Dündar et Anwar pour Erdogan, le nouveau sultan (Delcourt)[12] ;
- Prix Atomium Spirou jeunes auteurs : Jean-Christophe Targa pour Bravo Zulu[12] ;
- Prix Bronzen Adhémar : Judith Vanistendael[12] ;
- Prix Atomium de la BD citoyenne : Nicolas Wild pour À la maison des femmes (Delcourt)[12].

## Prix 2023
En 2023, le BD Comic Strip Festival récompense les auteurs suivants (dotation de 85 000 €) :
- Prix Première du Roman graphique : Hoka Hey ! de Neyef[15] ;
- Prix de la Fédération Wallonie-Bruxelles en bande dessinée : Pierre Bailly pour la série Petit Poilu[16] ;
- Prix Raymond Leblanc de la jeune création : Antoine Schiffers pour Kaya[16] ;
- Prix Atomium de Bruxelles : Julien Hervieux et Monsieur Le Chien pour le troisième tome du Petit Théâtre des opérations[16] ;
- Prix Cognito de la BD historique : Jours de sable d'Aimée de Jongh[17] ;
- Prix Le Soir de la BD d’actualité : Émilie Gleason et Arthur Croque pour Junk Food[17].

## Prix 2024
En 2024, le BD Comic Strip Festival récompense les auteurs suivants (dotation de 85 000 €),:
- Prix Leblanc de la jeune création : Mina Koraichi pour son projet Anti-Illiteracy Club ;
- Prix Première du roman graphique attribué à Étienne Davodeau pour son album Loire.
- Prix de la Fédération Wallonie-Bruxelles pour la bande dessinée : Léonie Bischoff ;
- Prix Atomium de Bruxelles : Simon Spruyt et Nicolas Juncker avec Les mémoires du Dragon Dragon, Tome 2. Belgique c’est chic ;
- Prix Cognito de la BD historique : Lomig pour Au Cœur des Solitudes ;
- Prix Le Soir de la BD d’actualité : Hippolyte avec Le Murmure de la mer ;
- Prix Atomium Spirou : Noël mais presque de Samuel Pereira ;
- Prix de la BD citoyenne : Salomé Parent-Rachdi et Deloupy pour Amour, sexe et Terre promise – Reportage en Israël et Palestine.